# Pratovecchio Stia
Pratovecchio Stia är en kommun i provinsen Arezzo i regionen Toscana i Italien. Kommunen hade 5 652 invånare (2018).
Kommunen Pratovecchio Stia bildades den 1 januari 2014 genom en sammanslagning av de tidigare kommunerna Pratovecchio och Stia.